# Bitwa pod Slankamenem
Bitwa pod Slankamen (Szlankamen) – starcie zbrojne, które miało miejsce 19 sierpnia 1691 podczas wojny austriacko-tureckiej (1683–1699) będącej częścią ogólnoeuropejskich zmagań w ramach wojny Osmanów z Ligą Świętą.
W pobliżu miejscowości Slankamen, położonej na północny zachód od Belgradu przy ujściu Cisy do Dunaju, armia austriacka margrabiego Ludwika Wilhelma Badeńskiego (29 000 żołnierzy i 120 dział) stoczyła bitwę z armią turecką Mustafy Köprülü (ok. 90 000 żołnierzy). Turcy zostali kompletnie rozgromieni, do tego poległ wódz armii tureckiej Mustafa Köprülü. Było to jedno z najświetniejszych zwycięstw w dziejach oręża cesarskiego.

## Wprowadzenie
W roku 1683 doszło do wybuchu wielkiej wojny z Osmanami, zapoczątkowanej ich ofensywą na Wiedeń. Po tureckiej klęsce pod Wiedniem inicjatywa militarna przeszła w ręce wojsk Ligi. W latach następnych wojskom cesarskim udało się stopniowo wyprzeć siły tureckie z terytorium Węgier i Siedmiogrodu. W roku 1686 sprzymierzeni zdobyli Budę a rok później pobili Turków w bitwie pod Nagyharsány (12 sierpnia 1687).
W roku 1688 na skutek wybuchu wojny palatynackiej przeciwko Francji, cesarz Leopold I zmuszony został do skoncentrowania większej części swoich sił nad Renem. Wojskom cesarskim udało się wprawdzie zdobyć Belgrad, który utracono rok później podobnie jak i inne ziemie serbskie.
W roku 1691 do dyspozycji dowódcy cesarskiego margrabiego Ludwika Wilhelma Badeńskiego postawiono większe siły. Składały się one m.in. z zaciągniętych 6000 żołnierzy pruskich i 2000 Bawarczyków, którzy dołączyli do głównych sił armii (liczącej 50 000 ludzi) stacjonującej w okolicy Budy. Siły te posiadały 90 dział.
Celem margrabiego było sprowokowanie i zniszczenie wojsk tureckich w walnej bitwie. Po otrzymaniu informacji o pochodzie wojsk tureckich na Belgrad, wojska cesarskie pomaszerowały przez Esseg na południowym brzegu Dunaju w kierunku serbskiej stolicy. W pobliżu Peterwardein margrabia badeński założył bazę zaopatrzeniową, z której doprowadzano pomoc przy wykorzystaniu floty rzecznej na Dunaju. Dnia 12 sierpnia 1691 r., gdy cesarscy zbliżyli się do Semlin, ujrzeli oszańcowane siły tureckie liczące 90 000 ludzi i 200 dział. Następne dwa dni armia cesarska przygotowywała się do bitwy w obozie pod Semlin, oczekując na atak turecki. Atak nie nastąpił jednak, a wysokie upały spowodowały choroby w szeregach armii cesarskiej. W tej sytuacji margrabia zdecydował się wywabić Turków ze swych stanowisk zarządzając pozorowany odwrót. W wolnym marszu wojska cesarskie wycofały się do silnie umocnionej miejscowości Szlankamen. Pomiędzy obiema miejscowościami cesarscy zajęli korzystne pozycje usytuowane na wzgórzu, gdzie oczekiwano na atak Turków. Przeciwnik rzeczywiście dał się wywabić i dnia 16 sierpnia rozbił swój obóz naprzeciwko stanowisk wojsk cesarskich. Do tego czasu siły obu stron stopniały wyraźnie na skutek chorób, dezercji i upałów. Podczas gdy w szeregach wojsk cesarskich pozostało 33 000 żołnierzy, wielki wezyr miał do dyspozycji zaledwie 50 000 ludzi.

## Bitwa

### Początek bitwy
W nocy z 17 na 18 sierpnia wielki wezyr Mustafa Köprülü nakazał w tajemnicy zwinąć obóz. Do osłony ustawił swoją jazdę naprzeciwko stanowisk cesarskich i z resztą wojska pomaszerował przez Kercsedin w kierunku południowym w celu obejścia prawej flanki przeciwnika. Nową pozycję Turcy zajęli na wzniesieniu w pobliżu Dunaju, na zachód od pozycji wojsk cesarskich. Tutaj też Turcy oszańcowali się. Nieco później na miejsce dotarła jazda turecka, która ustawiła się na prawym skrzydle wojsk osmańskich. Tym samym armia cesarska odcięta została od swoich linii zaopatrzeniowych, zamknięto jej także drogę ucieczki. Po oszańcowaniu się na wzgórzach, Osmanowie nawiązali kontakt z własną flotą rzeczną, która zablokowała Dunaj. Rankiem dnia 18 sierpnia w ręce tureckie wpadł transport dla wojsk cesarskich z Petervardainu.
Margrabia badeński nie miał zatem innego wyjścia jak zaatakować stanowiska tureckie. Musiał jednak zmienić nieco swoje pozycje. Do południa dnia 19 sierpnia wojska cesarskie przesunęły się w kierunku zachodnim nie atakowane przez przeciwnika. Wezyr był jednak przekonany, że wkrótce dojdzie do natarcia na jego pozycje, dlatego też nie podejmował żadnych działań. Około godziny 15 wojska cesarskie były gotowe do walki. Na prawym skrzydle koło Dunaju stanął generał (Feldzeugmeister) Karol Ludwik de Souches na czele 20 batalionów. Za nim na wzniesieniu rozstawiono całą artylerię, która ostrzeliwała obóz turecki. W centrum znajdował się pruski korpus pomocniczy (17 batalionów i 31 szwadronów) pod wodzą generała Hansa Albrechta von Barfusa. Lewą flankę tworzył korpus kawalerii w sile 86 szwadronów i 16 batalionów pod wodzą feldmarszałka Johanna Heinricha von Dünewalda. Rezerwę tworzyła jednostka kawalerii pod wodzą księcia von Holstein, która stanęła na prawym skrzydle.
Plan margrabiego przewidywał atak lewą flanką i zniszczenie prawego skrzydła tureckiego. Następnie zamierzano wyprzeć przeciwnika z jego pozycji i zepchnąć go w kierunku Dunaju. W celu zabezpieczenia się przed kontratakiem janczarów, atak cesarskich wojsk wspierany miał być równolegle z centrum i prawego skrzydła.

### Walka nad brzegiem Dunaju
O godzinie 15:00 do ataku ruszyło lewe skrzydło wojsk cesarskich. Chcąc zapewnić sobie większą siłę ataku, margrabia nakazał oddziałom kawalerii i piechoty ataki w formacji mieszanej. Trudny teren osłabił nieco tempo ataku, mimo to prawe skrzydło wojsk cesarskich już toczyło zażartą walkę. Po podciągnięciu dział o 200 kroków, rozpoczęto ostrzał obozu Turków. Po tym nastąpił atak grenadierów cesarskich pod wodzą Karola Ludwika de Souches, który został jednak odparty przez Osmanów. Po nieudanym ataku Souches wycofał się na pozycje wyjściowe. W tym momencie nastąpił kontratak janczarów, który poważnie zagroził prawej flance cesarskich. W ataku zginął dowódca prawego skrzydła, wobec czego obrona toczona była dość chaotycznie. Tylko dzięki wsparciu silnej baterii artyleryjskiej i uderzeniu rezerwowego regimentu kirasjerów księcia von Holsteina, atak Osmanów został odparty.
Miejsce de Souchesa na prawym skrzydle zajął Guido von Starhemberg, który poprowadził drugi atak, ponownie odparty przez Turków. Starhemberg, pomimo rany zadanej strzałą, poprowadził ponownie swoich ludzi do trzeciego ataku, także nieskutecznego. Równocześnie doszło do starcia floty tureckiej z flotyllą cesarską na Dunaju. Dzięki przewadze ilościowej zwycięstwo na rzece przypadło Turkom. Tym samym ostatnia droga łącząca wojska cesarskie z obozem została odcięta.

### Atak jazdy tureckiej
Podczas gdy prawe skrzydło toczyło zażarte boje z przeciwnikiem, oddziały lewej flanki natarły na Turków, oddalając się zbytnio od swojego centrum. W tej sytuacji w szeregach armii cesarskiej powstała luka, w którą wielki wezyr pchnął całą swoją jazdę. Spahisi przełamali pierwszą linię cesarskich, odrzucając ich kawalerię. Podczas ataku na drugą linię natrafili jednak na opór pruskich oddziałów. Generał von Barfus nakazał kilku batalionom zmienić kierunek i uderzenie z obu flanek na atakującą jazdę. W tej sytuacji jazda turecka dostała się pod gwałtowny ogień krzyżowy, po czym wycofała się w popłochu ponosząc wielkie straty.

### Zdobycie obozu tureckiego
Po odparciu ataku spahisów margrabia badeński zreorganizował nieco oddziały lewego skrzydła. Przesunął w lewo szwadrony Dünewalda, wzmacniając je rezerwową kawalerią księcia von Holstein. Wzmocnione siły jazdy uderzyły na jazdę turecką, która po nieudanym ataku zdążyła się już ponownie zebrać i rozpoczęła się ustawiać w dwie wielkie grupy. Ponieważ Turcy nie zdążyli jeszcze zakończyć formowania szyków, atak wojsk cesarskich nie napotkał większego oporu. Po pierwszym uderzeniu część armii tureckiej uciekła w kierunku zachodnim, inni zbiegli do umocnionego obozu. W tej sytuacji lewe skrzydło cesarskich miało wolne pole do ataku na obóz wielkiego wezyra. Janczarzy bronili się odpierając ataki z wszystkich kierunków, jednak gdy w walce śmierć poniósł wielki wezyr, w ich szeregach wybuchła panika. Do zmierzchu cesarscy likwidowali wszystkie punkty oporu w obozie tureckim. Wśród zabitych Turków znajdowali się: wielki wezyr, 15 dowódców janczarskich i 18 paszów.
W ręce wojsk cesarskich wpadł cały tabor i artyleria turecka licząca 158 dział. Starty Austriaków wyniosły około 7000 ludzi. Tureckie wojska straciły 25 000 ludzi, co dawało 50% całości sił. Reszta ich wojska była rozproszona i musiała w następnych tygodniach ponownie się organizować. Cesarscy zdobyli w obozie: 10 000 byków, 10 000 namiotów, 4 buńczuki, 14 chorągwi, 5000 koni, 2000 wielbłądów i mułów.

## Następstwa bitwy
Bitwa pod Slankamen miała duży wpływ na dalsze losy wojny z Osmanami. Dzięki zwycięstwu wojska cesarskie zapobiegły kolejnym atakom na Cesarstwo. Porażka i utrata armii mogłyby mieć dalekosiężne konsekwencje dla Austrii. Straty Turków były tak znaczne, że nie byli oni w stanie, w następnych latach, zorganizować nowej kampanii. Było to na rękę wojskom cesarskim, które mogły w tym czasie wziąć udział w walkach z Francuzami nad Renem. Pomimo że siły cesarskie były zbyt słabe, żeby odbić Belgrad, udało im się zdobyć miasta Lippa, Brod i Gradiška. Obległy też Oradeę, którą zdobyły 5 czerwca 1692 r. W uznaniu zasług cesarz Leopold I mianował Ludwika Wilhelma Badeńskiego głównodowodzącym armii cesarskiej.